# 烏尼翁市 (法爾孔州)

烏尼翁市（西班牙語：Municipio Unión），是委內瑞拉的一個市，位於該國西北部法爾孔州，首府設於聖克魯斯德布卡拉爾，面積975平方公里，2001年人口14,479，人口密度每平方公里14.85人。